# 小田崎諒平
小田崎 諒平（おだざき りょうへい、1986年12月31日 - ）は、日本の俳優。
埼玉県狭山市出身。埼玉県立狭山清陵高等学校、日本大学藝術学部映画学科卒業。

## 略歴
- 『NHK高校講座「情報A」』出演時（2003年度）の所属事務所はテアトルアカデミー[4]。
  - 番組には1年間（2004年度の再放送を含めると2年間）レギュラーとして出演した。2004年2月12日に全ての収録が終了。その後の打ち上げパーティーでは、感激のあまり泣いてしまった。[5]
- 『バナナ学園純情乙女組』の舞台に出演。
  - 共演者からは「おだ」「おだ様」などと呼ばれる。本人はバナナ学園純情乙女日記の署名の際に「おだ○○」や「おだを」（相田みつををもじったものと思われる）などを使用している。
- 2013年、エンターテインメント製作拠点「ミセル製作所（ミセルファクトリー）」に参加。

## 出演

### テレビドラマ
- 女と愛とミステリー（テレビ東京）
- 近未来スペシャル ボクらの希望を探す旅 〜村上龍「希望の国のエクソダス」から〜（2001年5月5日、日本テレビ） - ASUNAROメンバー役
- 3年B組金八先生 第6シリーズ（2001年10月 - 2002年3月、TBS） - 不良役
- 私立探偵 濱マイク 第9話（2002年8月26日、読売テレビ）
- 愛の劇場「新・天までとどけ4」（2003年3月 - 5月、TBS） - 不良高校生役
- 月曜ミステリー劇場「世直し公務員ザ・公証人2」（2003年3月10日、TBS） - スケボー少年役
- 僕の生きる道 第10話（2003年3月11日、関西テレビ） - 男子生徒役
- 金曜ドラマ「Stand Up!!」 第10話・最終話（2003年9月5日・12日、TBS）
- 相棒 Season 3 第18話（2005年3月16日、テレビ朝日）
- 月曜劇場・シリーズドラマ「ジイジ2〜孫といた夏〜」 第2話（2005年7月11日、NHK）
- 金曜ドラマ「夜王 〜YAOH〜」 最終話（2006年3月24日、TBS）
- ダンドリ。〜Dance☆Drill〜 第1話（2006年7月11日、フジテレビ）

### テレビ番組
- バラパラ水曜日「Music Museum」 THE YELLOW MONKEY（パール）篇（2000年7月26日、フジテレビ）
- NHK高校講座「情報A」（2003年4月 - 2005年3月、NHK教育） - 初代生徒（小田崎諒平）役
- こたえてちょーだい! 再現ドラマ（フジテレビ）

### 映画
- 害虫（2002年） - クラスメイト役
- Human's「キャッチボウル」（2008年）

### 舞台
- バナナ学園純情乙女組（主宰：二階堂瞳子）
  - 〜ダブりました公演〜「アタシだけ超怒られた」（2009年7月30日 - 8月3日、王子小劇場）
  - 遊ぶカネが欲しかった+ミニおはぎライブ（2009年8月29日 - 30日、王子小劇場）
  - ♀おはぎライブ秋の陣♀「姦熟苺と花びら回転ツアー」
    - 桜美林大学学園祭（2009年10月31日、桜美林大学町田キャンパス けやきの広場野外ステージ）
    - 苺祭り16（2009年11月1日、新宿エンターテイメントカフェPINKBIGPIG）
    - アーティシャフトフェスタ2009（2009年11月8日、pit北/区域）

  - バナナ学園新春おはぎライブ♀姫初め、筆卸し、虎殺し♂（2010年1月16日、東京キネマ倶楽部）
  - 〜花よりおはぎライブ〜「劇場版：バナナ学園の暴走」（2010年3月22日、王子小劇場）
  - アタシが一番愛してる（2010年6月15日 - 20日、ART THEATER かもめ座）
  - ★2011年★姫初め★あけおめ撲滅バナ晦バナ詣おはぎライブ「バナ☆キス!」（2010年12月31日 - 2011年1月1日、王子小劇場）
  - バナナ学園大大大大大卒業式（2012年12月28日 - 31日、王子小劇場）
- +1（たすいち、主宰：目崎剛）
  - FIRELIGHT（2011年3月25日 - 27日、新宿シアター・ミラクル）※震災の影響を考慮し公演中止[6]
- ミセル製作所（ミセルファクトリー）
  - CORN。（2014年2月21日 - 23日、Performing Gallery&Cafe 絵空箱）
- 原川紗弓企画
  - だって、あなたが　[7]（2016年1月20日 - 24日、Performing Gallery&Cafe 絵空箱）

### CM
- ロッテリア「ロッテリアの日」篇

### Web
- ミセル製作所（ミセルファクトリー）「ボスの居ぬ間にホームパーティー」（2014年9月21日公開、YouTube） - 撮影・効果（「小田崎諒平&namayasai」として）

### VP（ビデオパッケージ）
- CRIC著作権情報センター「著作権を知っていますか? 〜著作物の私的使用〜」 - 栗木サブロウ役